# 圣弥额尔教堂 (班贝格)

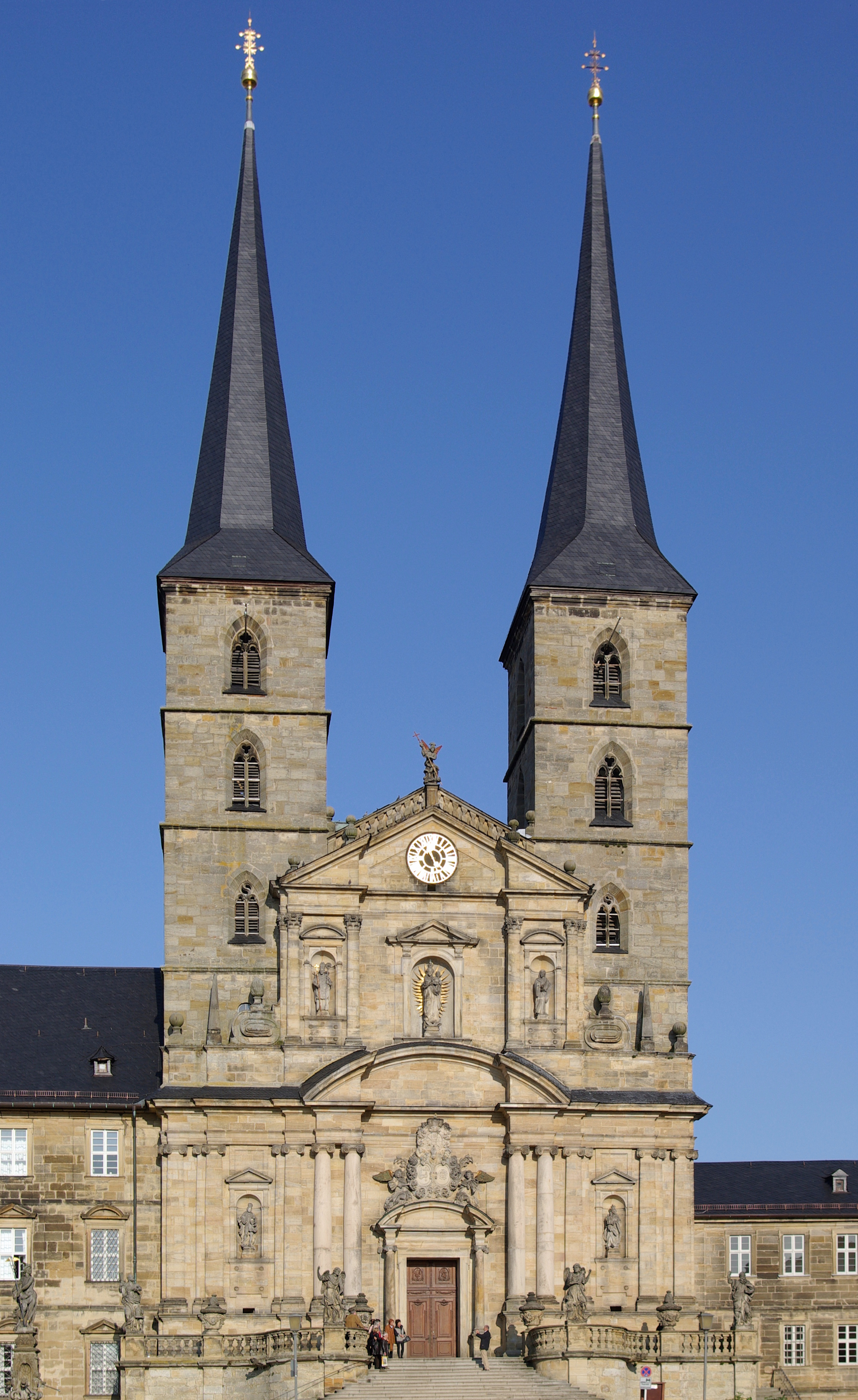
教堂西立面

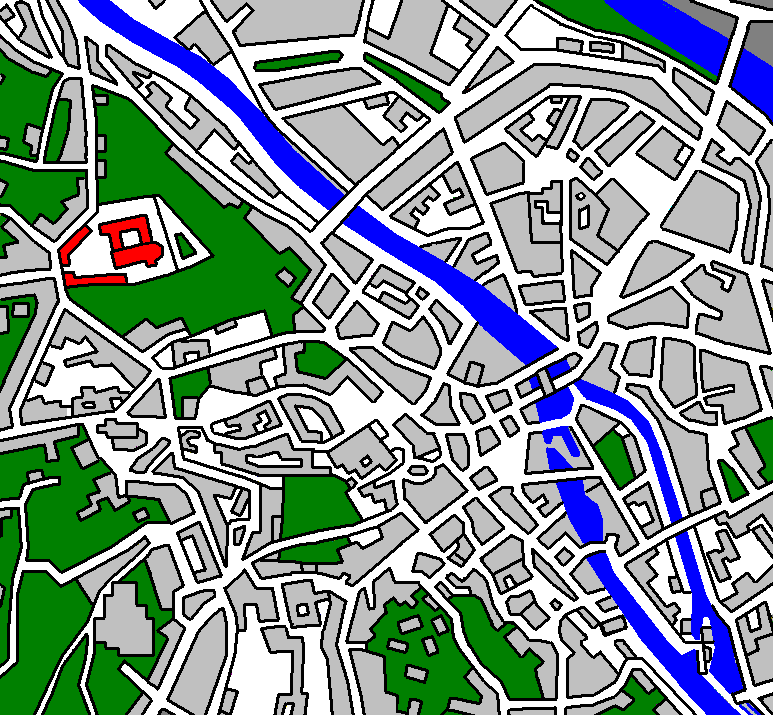
位置

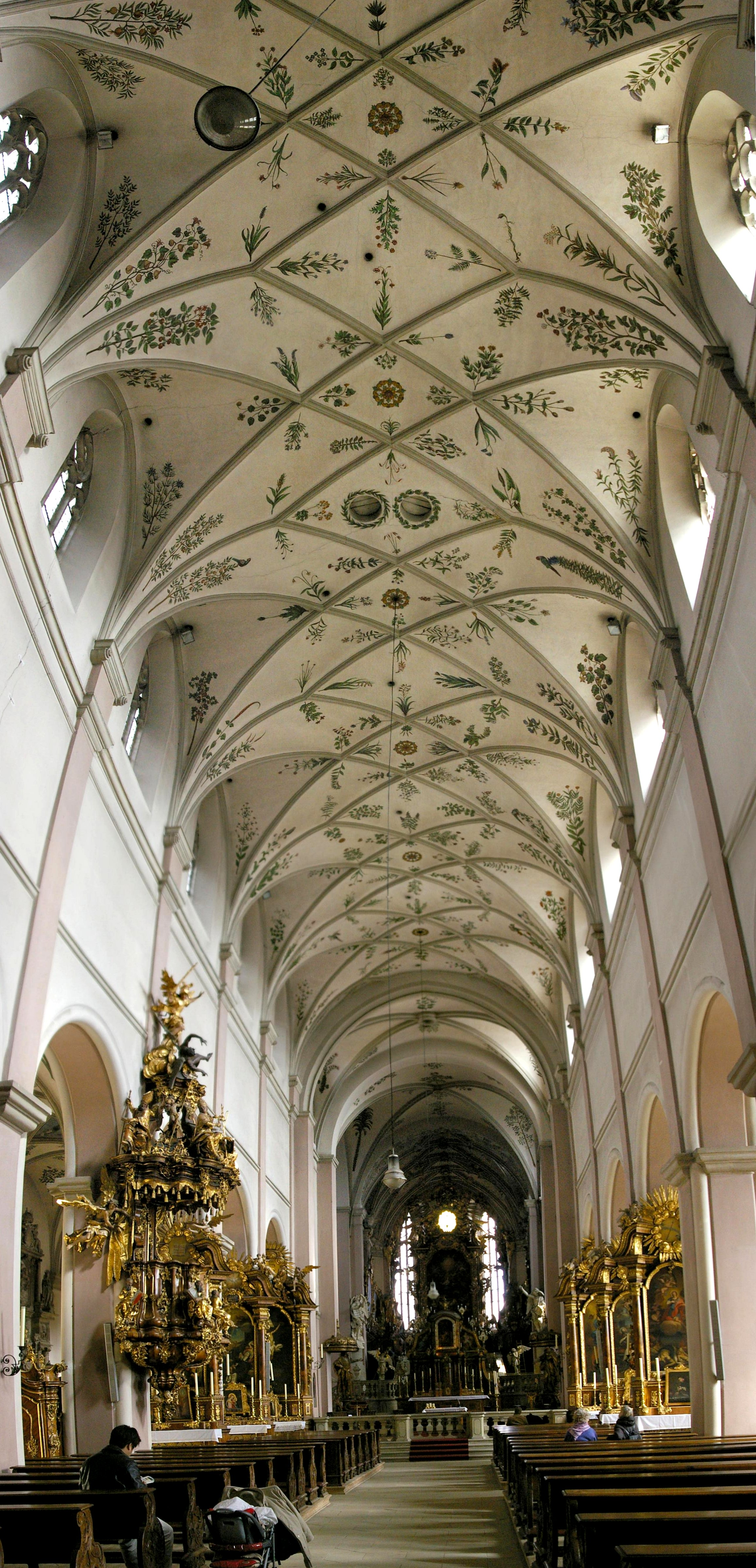
中央走道

圣弥额尔教堂（德語：Michaelskirche）是原本笃会圣弥额尔修道院（德語：Kloster Michaelsberg）的教堂，位于德国巴伐利亚州城市班贝格。1803年后修道院已改为救济院。教堂则继续使用。
1015年，第一任班贝格主教埃伯哈德一世创立了圣弥额尔修道院，作为主教的私人修道院。院长直接向班贝格主教负责。修士来自Amorbach修道院和富尔达修道院。 
1435年，修道院与班贝格市民发生冲突，遭到掠夺。1525年，德国农民战争期间遭弗兰科尼亚Markgräflerkrieg劫掠，三十年战争期间，又被瑞典军队占领数年。在17世纪和18世纪，修道院得到恢复，进入一个新的繁荣时期。 
1802年11月30日，巴伐利亚进行世俗化，军队没收修道院的财产，包括修道院本身，以及周边地区不下141处产业。有价值的书籍被迁移到巴伐利亚图书馆，即现巴伐利亚州立图书馆的前身，24名修士被迫离开修道院。修道院建筑归属班贝格市所有，班贝格市将凯瑟琳和伊利沙伯救济院（Vereinigte Katharinen- und Elisabethen-Spital）从市中心迁至此处，现仍收容老人。
从前的修道院教堂继续使用。这个地点的第一座教堂兴建于1015年，毁于地震（1117年？）。现在的教堂为罗曼式风格，于1121年祝圣。1610年，它被火灾严重破坏，因此，其中央走道、西立面和西面的两个塔楼不得不或多或少地从废墟中重建。中央走道有1617年完成的天顶画天上花园。从1696年起，建立了两层高的巴洛克立面。
1833年，依照巴伐利亚国王路德维希一世的命令，將16世纪到18世纪放於班貝格主教座堂的墓碑和纪念碑，都迁至圣弥额尔教堂。
圣弥额尔教堂现在是主教座堂的附属教堂。

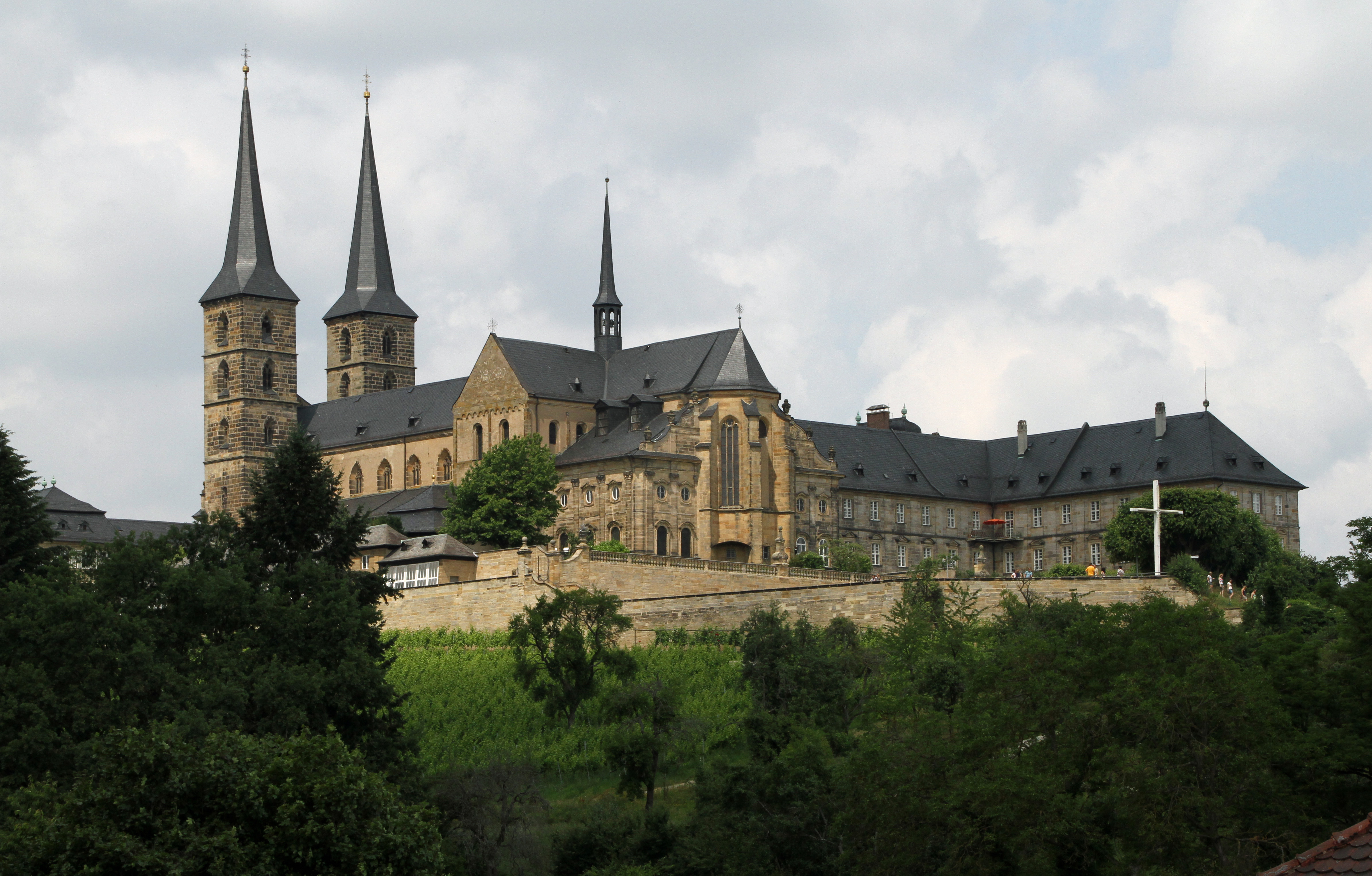
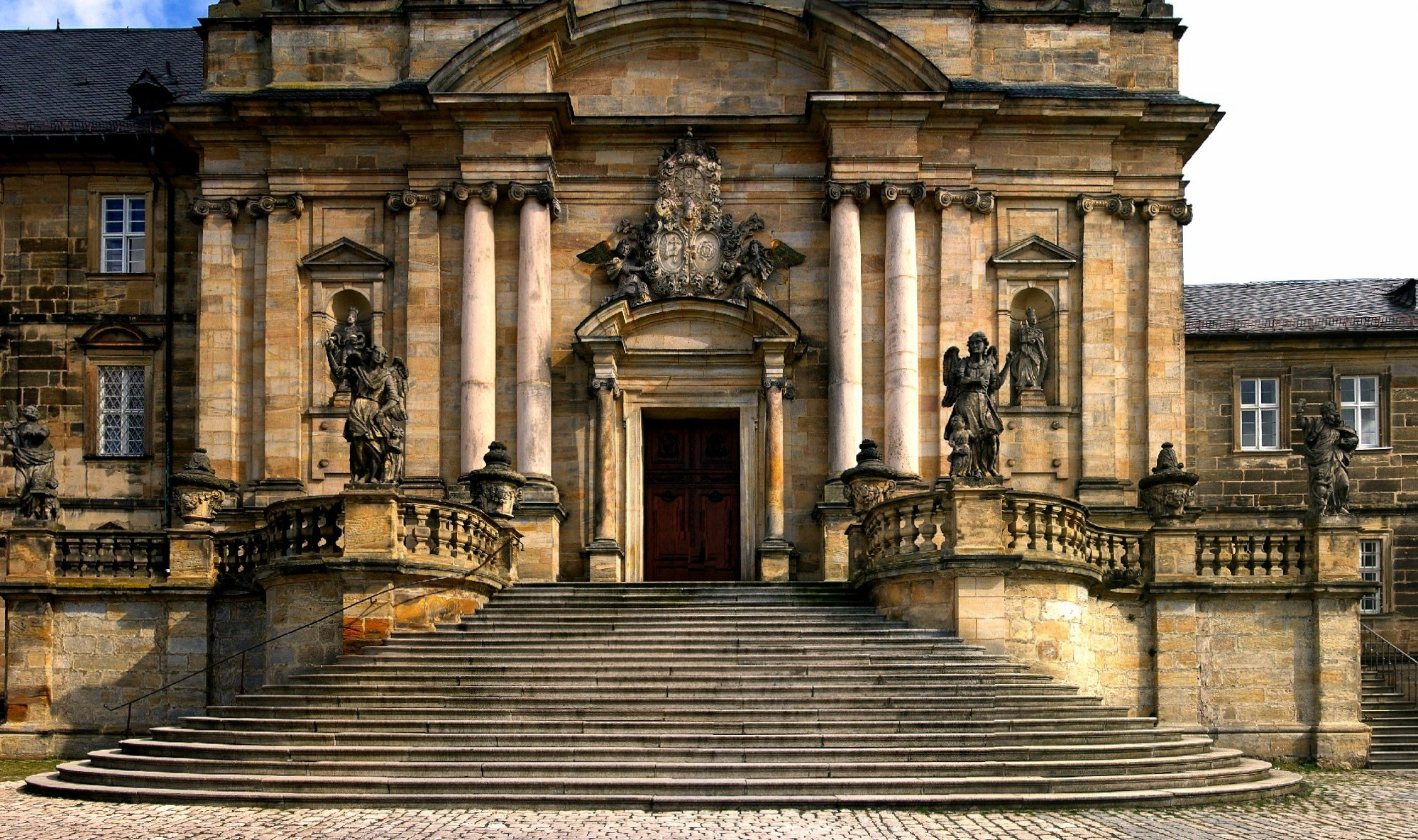
大门
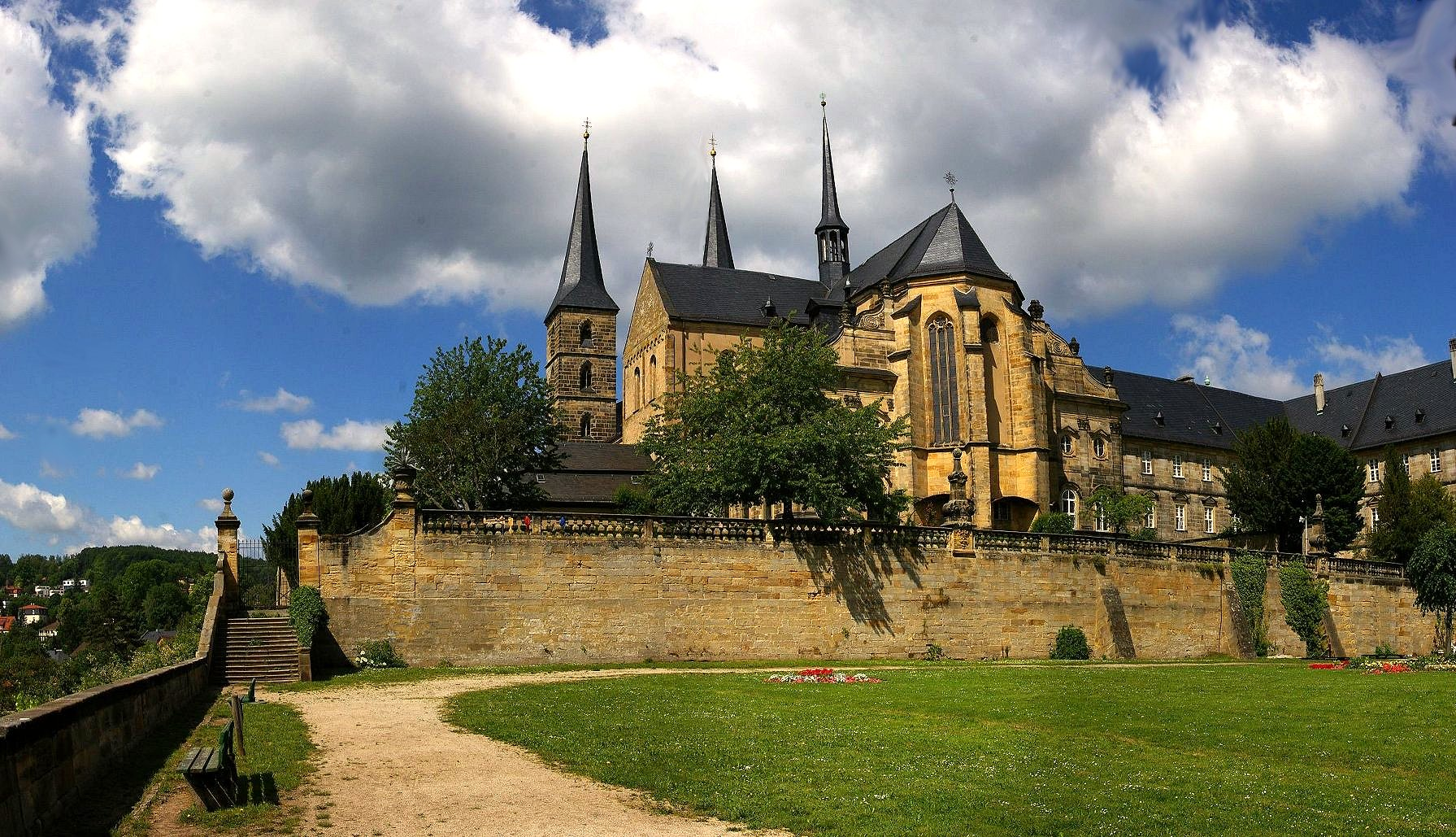
后面
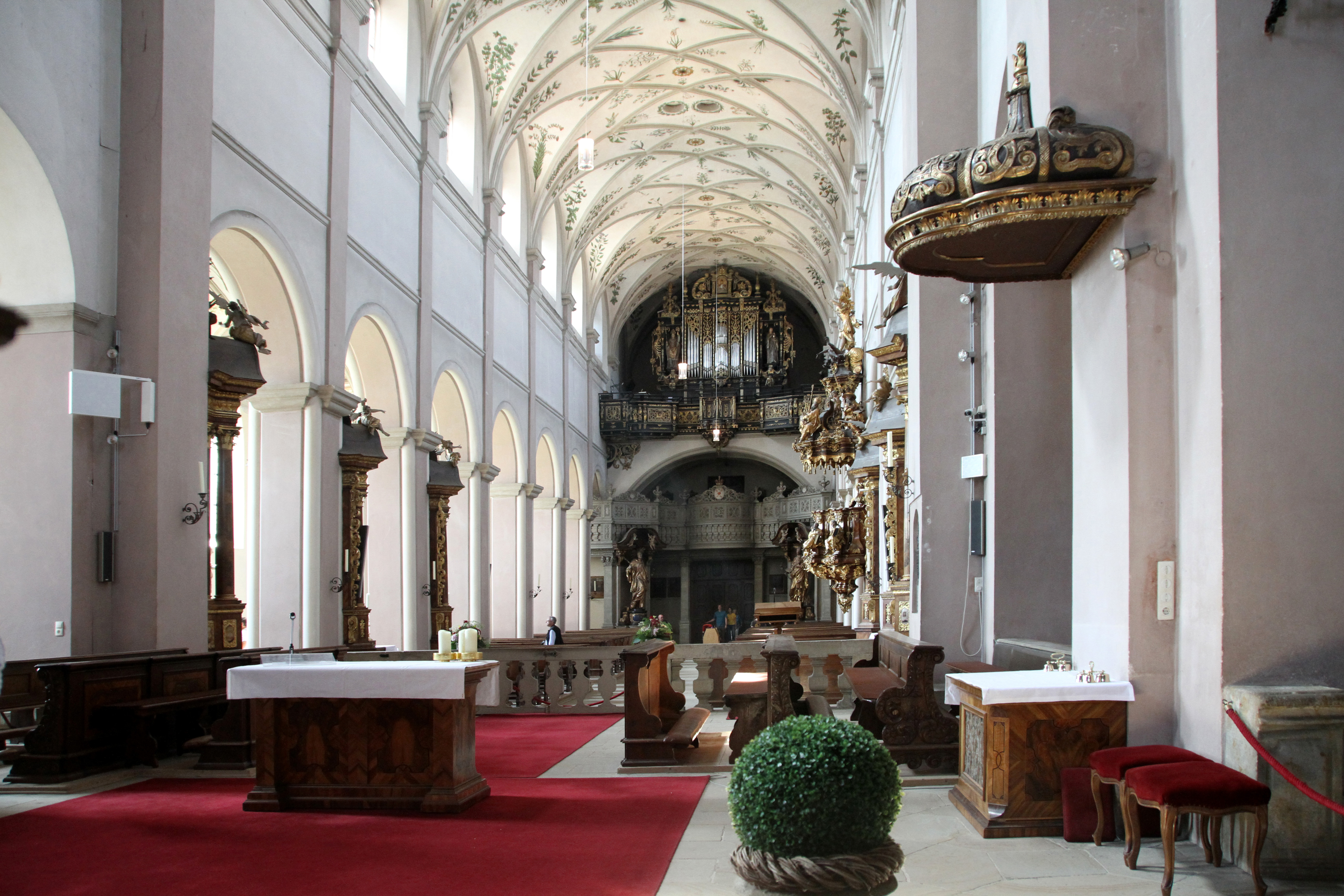
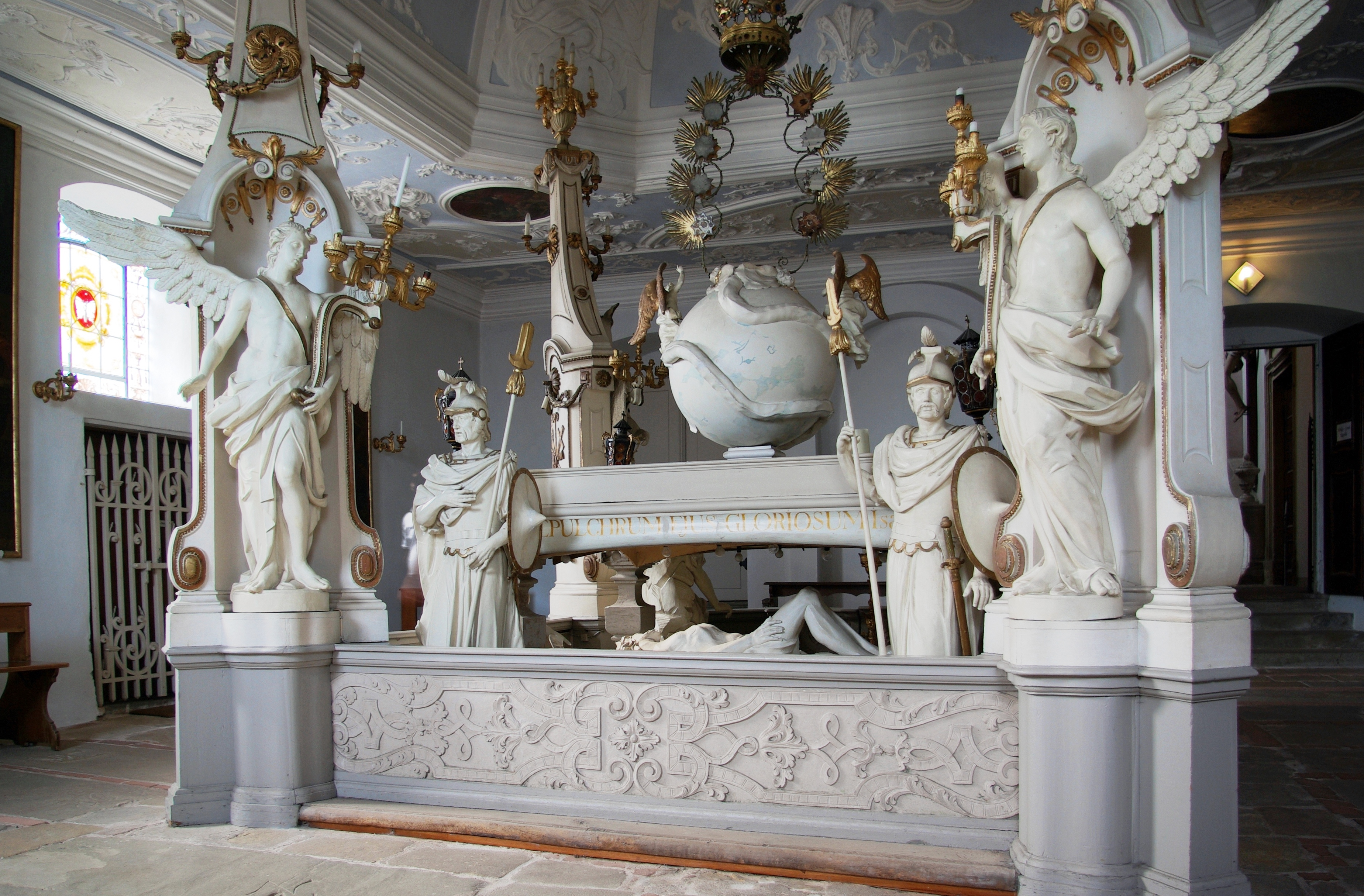
圣墓小堂(Heilig-Grab-Kapelle)
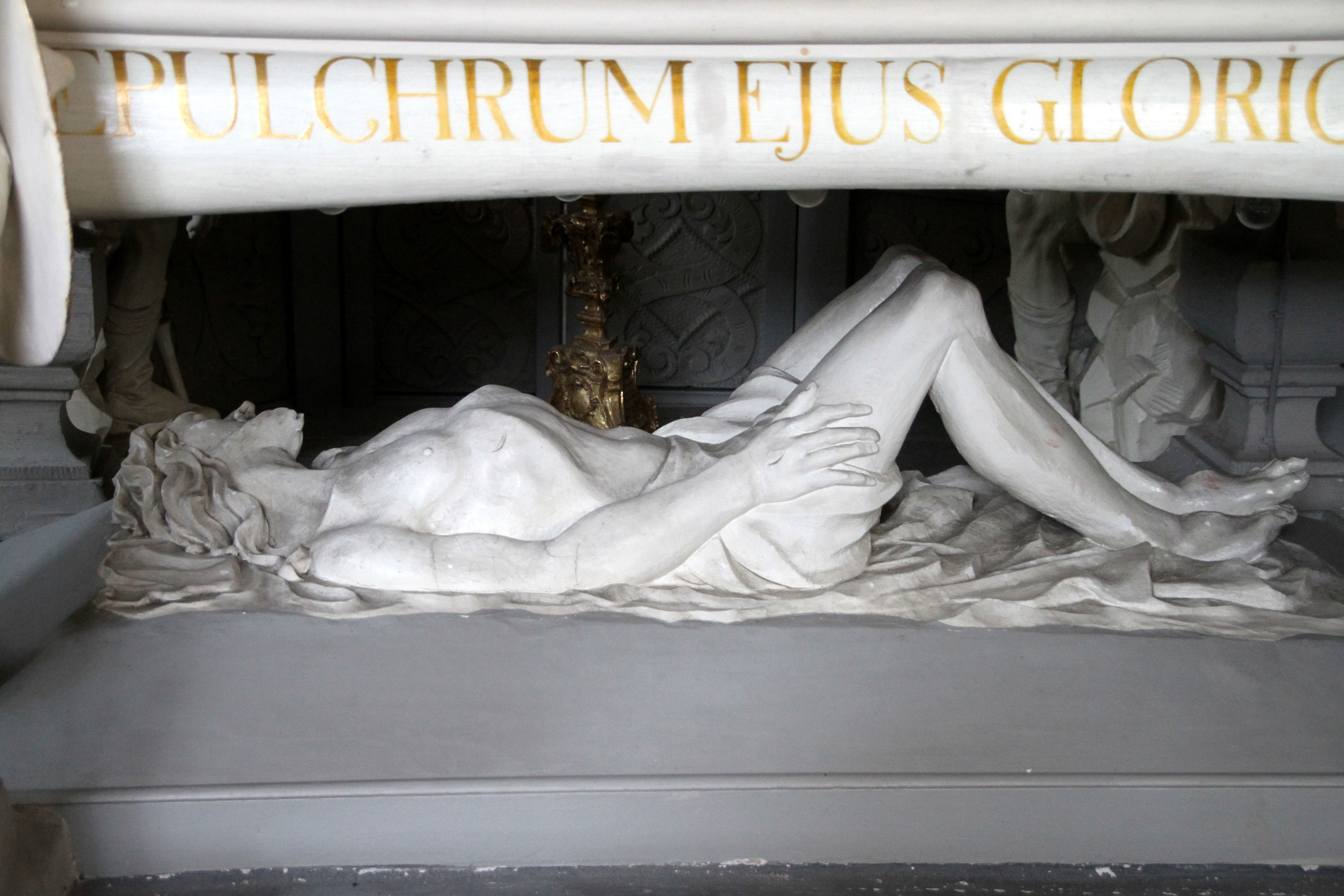
圣墓小堂
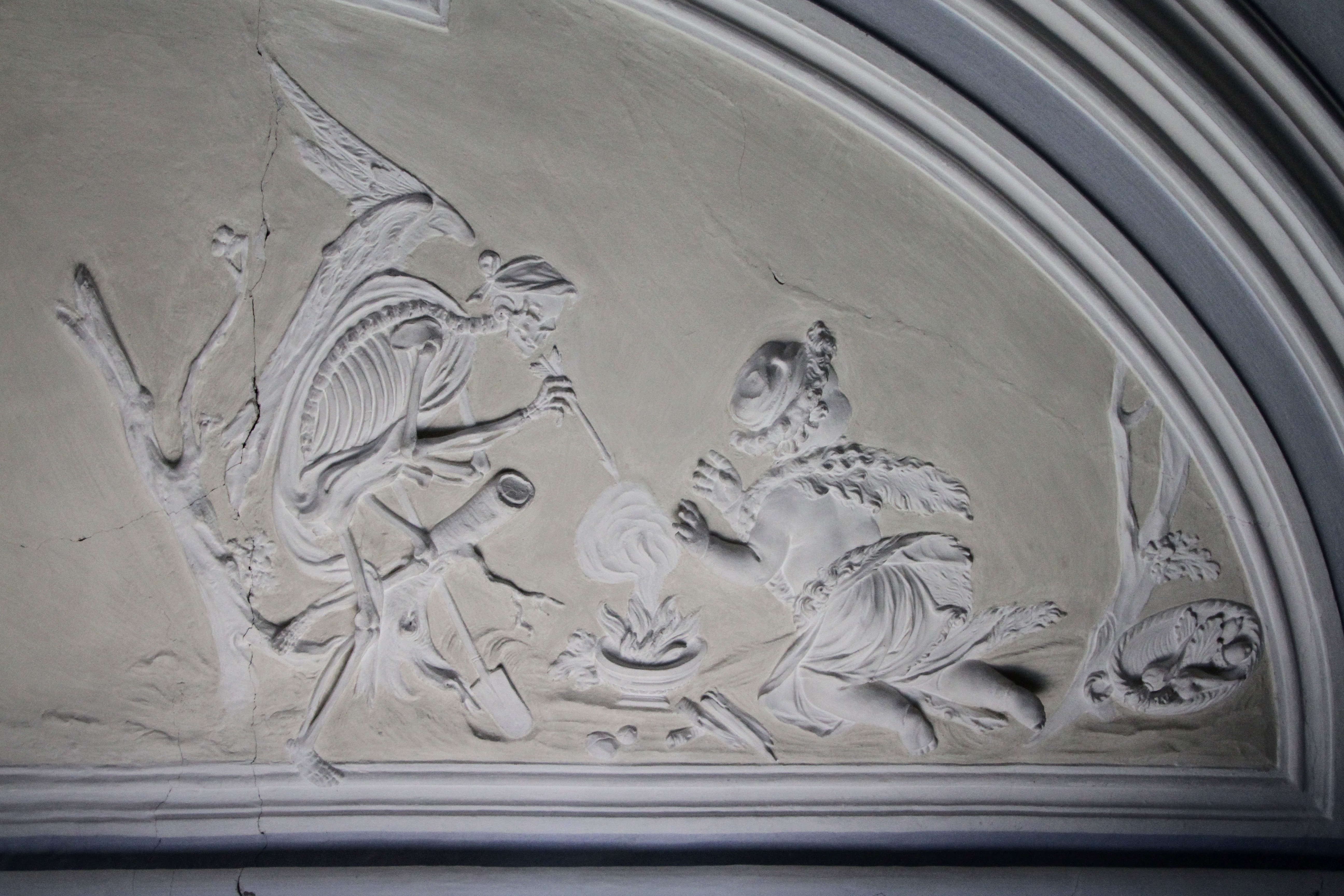
圣墓小堂